# 刘庆民
刘庆民（1962年6月—），山东泗水人，汉族，无党派人士。中华人民共和国政治人物、第十三届全国人民代表大会山东地区代表。

## 生平
2018年2月24日，当选为第十三届全国人大代表。